# Société Boisavia
Société Boisavia — ныне не существующая французская авиастроительная компания послевоенного периода.

## История
Основана в Иври-сюр-Сен Люсьеном Тьелем. Первым её самолётом стал B.50 Muscadet, построенный в единственном экземпляре в 1946 году. Наибольшего коммерческого успеха добился B.60 Mercurey, выпускавшийся в нескольких модификациях до 1960-х годов. Последним проектом стал двухмоторный B.260 Anjou, серийный выпуск которого, несмотря на проведенные компанией SIPA доработки, так и не был начат.

## Продукция компании
- B.50 Muscadet (1946) Лёгкий многоцелевой самолёт, 1 экземпляр (F-WBBG /F-WCZE);
- B.60 Mercurey (1949) одномоторный четырёхместный спортивный высокоплан, 46 экземпляров;
- B.80 Chablis (1950) Набор для самостоятельной сборки. Построено 2 (F-PBGO и F-PBYF);
- B.260 Anjou (1956) прототип двухмоторного самолёта, предполагался к лицензионному выпуску компанией SIPA.

## Галерея

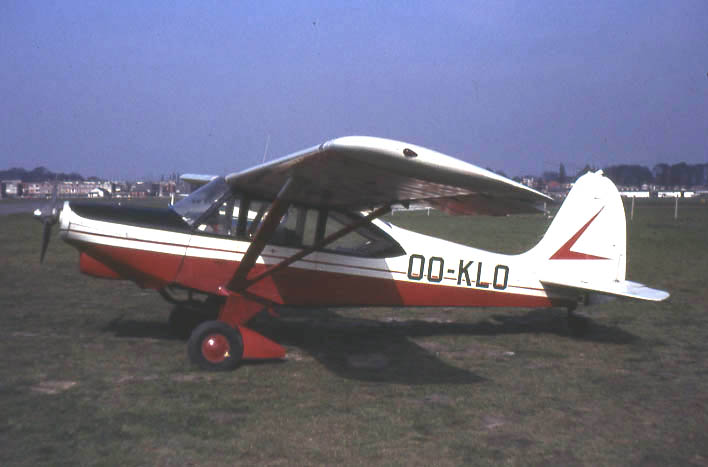
B.60 Mercurey
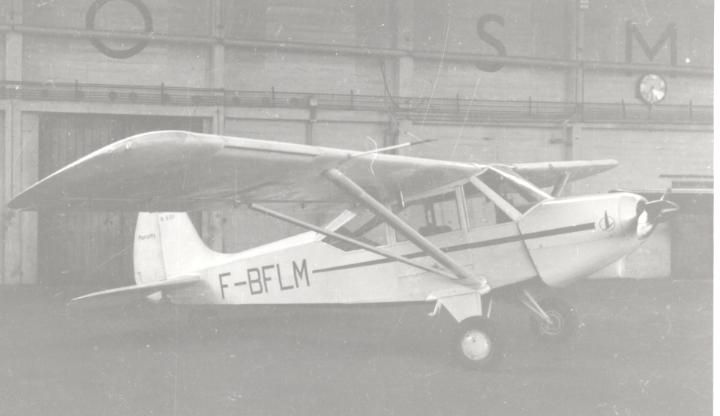
Boisavia B.601 Mercurey в Манчестере, август 1953 года
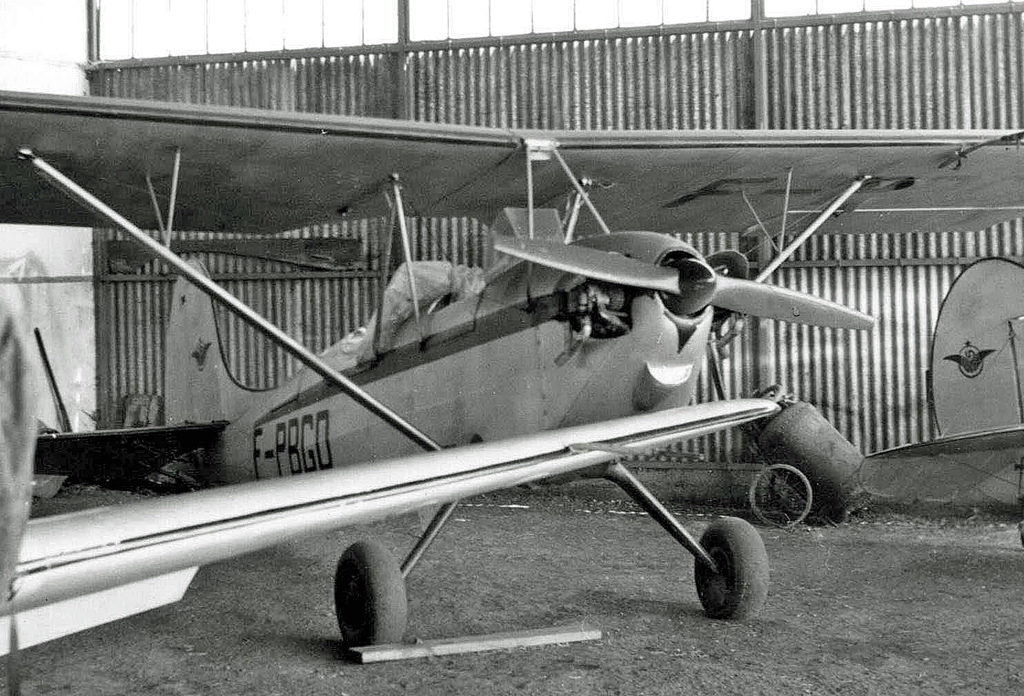
B.80 Chablis